# Лувиронза
Лувиронза (свах. Luvironza, Ruvyironza), такође и Рувиронза је река у средишњој Африци у Бурундију. Извире на 2.700 метара надморске висине близу места Бурури и код града Гитега се улива у реку Рувубу. Дужина Лувиронзе је око 110 km и њен извор се сматра најудаљенијим почетком реке Нил.